# あづま進学教室
あづま進学教室（あづましんがくきょうしつ）は、埼玉県にある学習塾。
小学生・中学生を対象とする。例年、埼玉県立浦和高等学校、さいたま市立浦和中学校、さいたま市立大宮国際中等教育学校、埼玉大学教育学部附属中学校への合格者を多数輩出する。

## 教室
- 北浦和教室
- 浦和教室
- 武蔵浦和ナリア教室
- 南浦和教室
- 大宮本部教室
- 大和田教室
- 東大宮教室
- 蓮田教室
- 上尾教室